# Шалабр
Шала́бр (фр. Chalabre) — коммуна во Франции, находится в регионе Лангедок — Руссильон. Департамент коммуны — Од. Административный центр кантона Шалабр. Округ коммуны — Лиму.
Код INSEE коммуны — 11091.

## Население
Население коммуны на 2008 год составляло 1141 человек.
| 1962 | 1968 | 1975 | 1982 | 1990 | 1999 | 2008 |
| ---- | ---- | ---- | ---- | ---- | ---- | ---- |
| 1771 | 1838 | 1583 | 1441 | 1262 | 1172 | 1141 |

## Экономика
В 2007 году среди 611 человек в трудоспособном возрасте (15—64 лет) 403 были экономически активными, 208 — неактивными (показатель активности — 66,0 %, в 1999 году было 71,0 %). Из 403 активных работали 350 человек (199 мужчин и 151 женщина), безработных было 53 (26 мужчин и 27 женщин). Среди 208 неактивных 46 человек были учениками или студентами, 86 — пенсионерами, 76 были неактивными по другим причинам.

## Фотогалерея

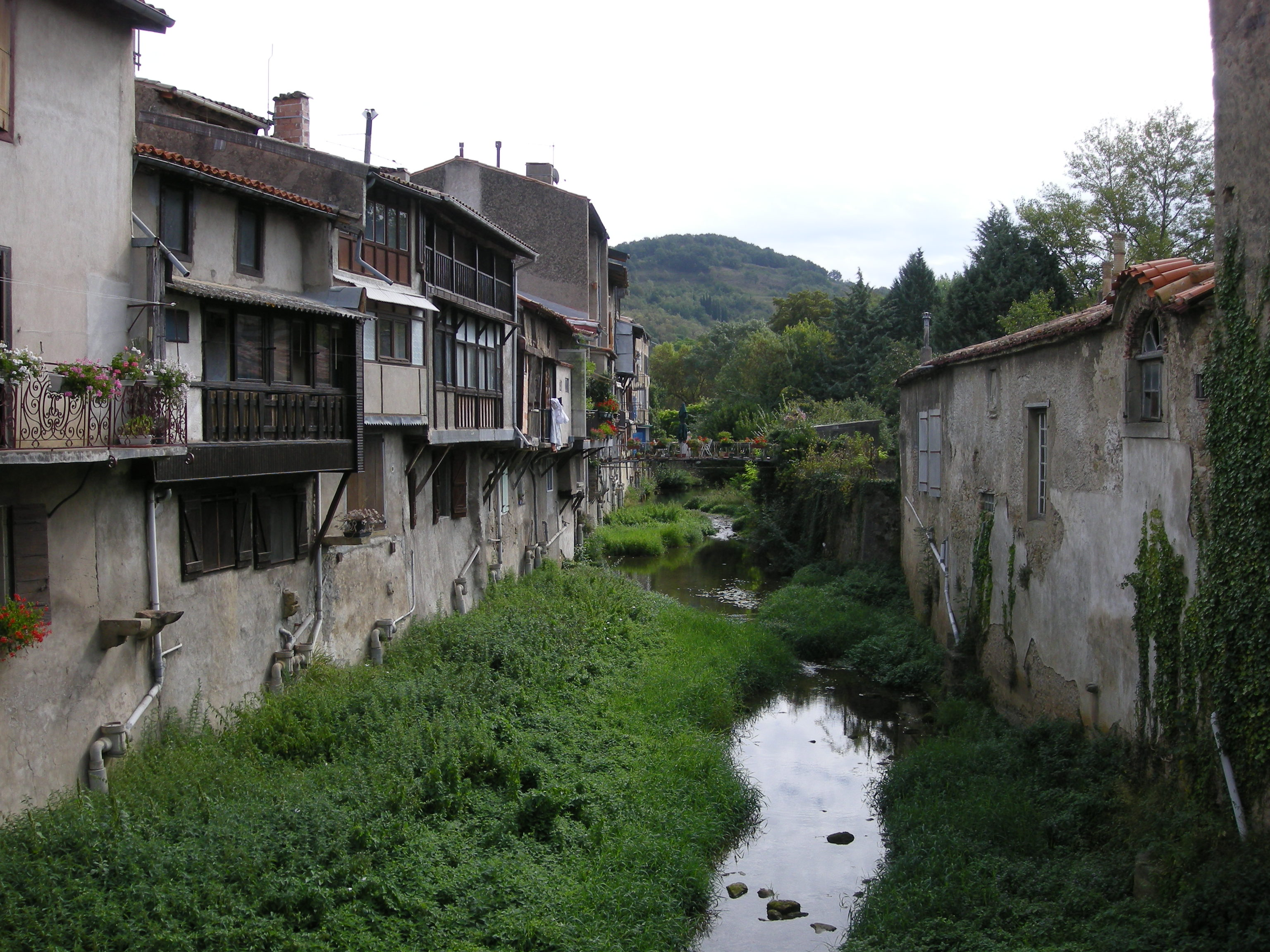
Река Ле-Бло
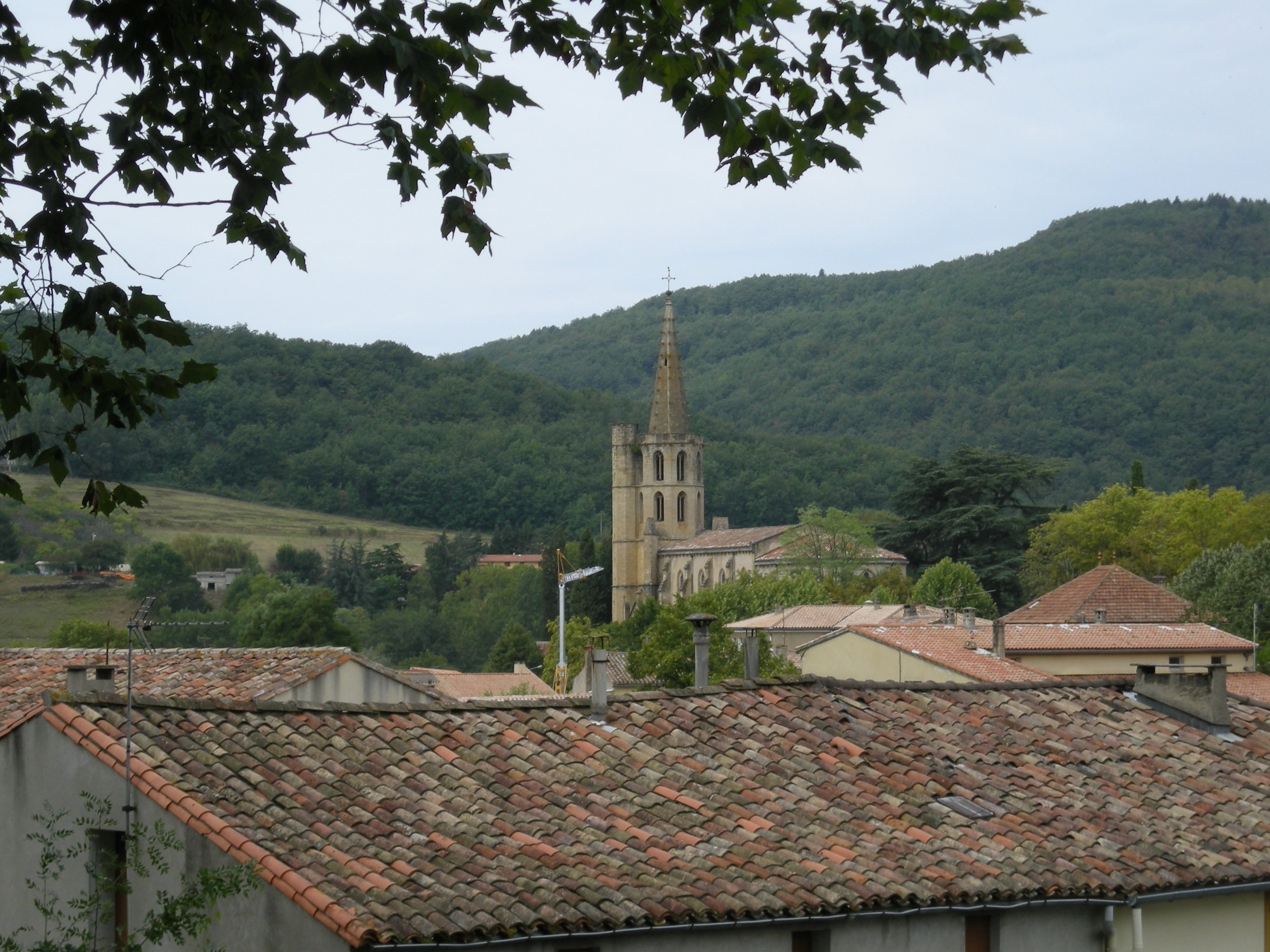
Церковь
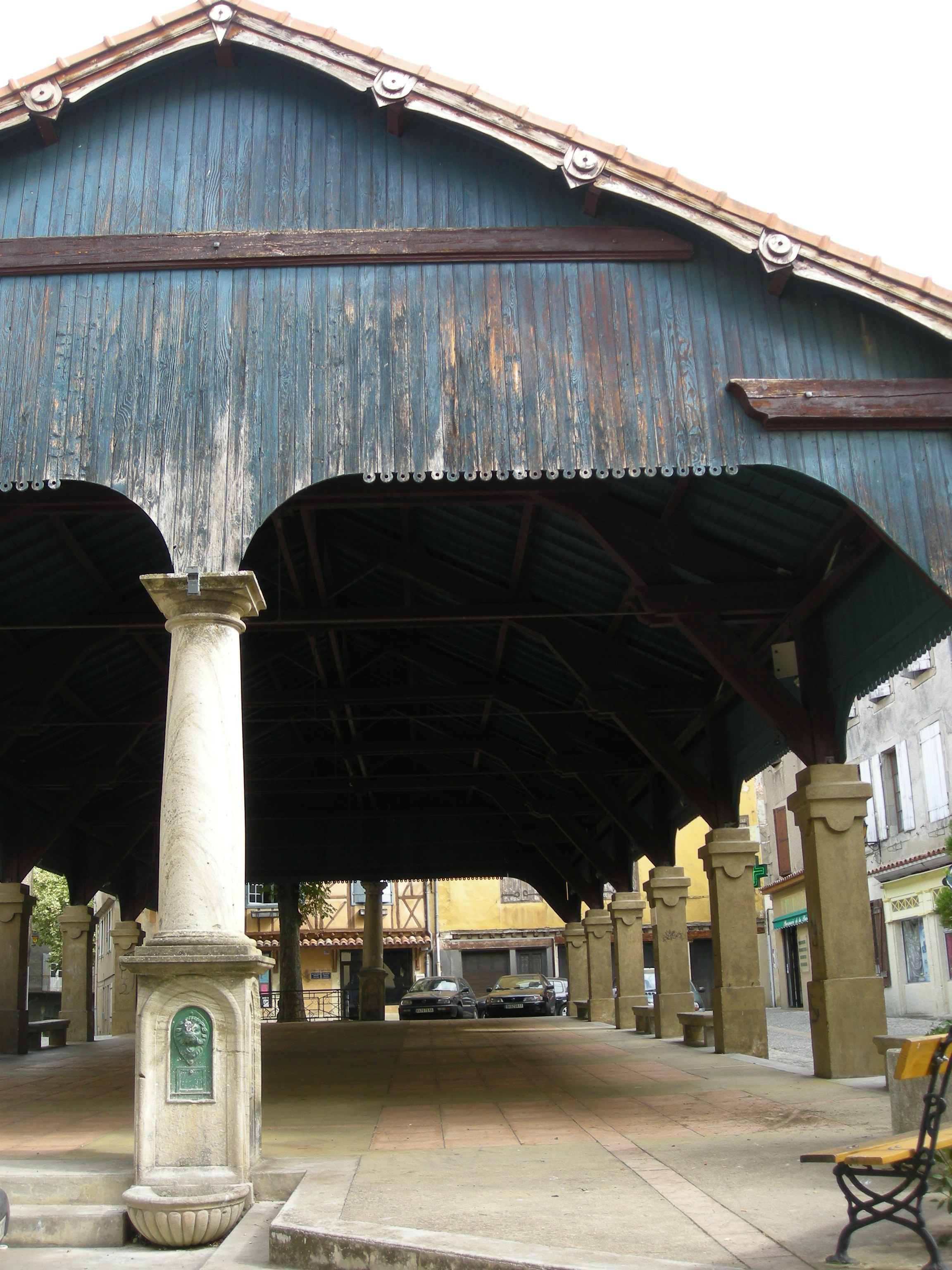